# Johan Georg av Brandenburg
Johan Georg av Brandenburg, född 11 september 1525 i Cölln i nuvarande Berlin, död 8 januari (g.s.) 1598 i Cölln, var kurfurste och regerande markgreve av Brandenburg från 1571 till sin död. Efter den sachsiska kurfursten Kristian I:s död 1591 övertog han tillsammans med förmyndaren hertig Fredrik Vilhelm I av Sachsen-Weimar även administrationen av kurfurstendömet Sachsen för den minderårige arvingen till Sachsen, Kristian II av Sachsen.

## Biografi
Johan Georg av Brandenburg tillhörde huset Hohenzollern och var son till kurfurst Joakim II Hektor och Magdalena av Sachsen, dotter till hertig Georg av Sachsen.
1560 blev han administrator för biskopsdömet Brandenburg, efter att den sista furstbiskopen Joachim av Münsterberg avgått till hans förmån. Vid fadern Joakim II:s död den 3 januari 1571 efterträdde han sin far som kurfurste av Brandenburg. Han återförenade det under fadern splittrade brandenburgska statsområdet, då även hans farbror Johan av Brandenburg-Küstrin avled utan manliga arvingar endast tio dagar efter fadern Joakim II:s död, så att det tidigare självständiga markgrevskapet Brandenburg-Küstrin åter uppgick i kurfurstendömet Brandenburg. Statsskulden uppgick vid denna tid till 2,5 miljoner gulden, och Johan Georg koncentrerade sin verksamhet på att återställa rikets förödda finanser.

### Judeförföljelser och fallet Lippold
Johan Georg lät genomsöka faderns gunstlingars hus i Berlin, och drev fram en pogrom i Berlin där judar misshandlades, synagogan vid Kleiner Jüdenhof i norra delen av Klosterstrasse förstördes och majoriteten av de judiska hushållen plundrades. Plundrarna brände skuldsedlar från de judiska köpmännens låneverksamhet offentligt. Framstående lutherska köpmän som Grieben stod däremot under kurfurstens beskydd. Johan Georg införde därefter ett totalt utegångsförbud för Berlins judar.
Johan Georg såg faderns myntmästare och hovfaktor Lippold Ben Chluchim som skyldig till faderns dåliga finanser, och ställde honom 1571 inför rätta för anklagelser om förskingring av kurfurstens inkomster och korruption. Som så kallad hovjude var Lippold kreditgivare och tjänade på ränteinkomsterna från verksamheten. Dessa hade redan under Joakim II:s regering givit upphov till klagomål från låntagarna, men Lippold hänvisade till att de judiska köpmännen i Frankfurt an der Oder tog ännu högre räntor, vilket kan sättas i sammanhang med den rådande inflationen av Brandenburgs valuta vid denna tid.
Vid Joakim II:s död såg Johan Georg och andra låntagare bland Berlins adel och köpmän möjligheten att undkomma sin skuld genom processen mot Lippold. Räkenskaperna befanns dock av domstolen vara i sin ordning och Lippold friades; istället bekräftades att Joakim II:s dödsbo fortfarande var skyldigt Lippold 89 taler och 5 silvergroschen. Trots domen valde Brandenburgs kansler Lampert Distelmeyer att återbetala alla panter och skuldbrev. Lippolds fiender nöjde sig dock inte med detta, och efter att Lippold häktats i tre månader och därefter belagts med husarrest, kom han slutligen att anklagas för häxeri och mord. Trolldomsanklagelserna medgav förhör under användning av tortyr, och Lippold erkände under tortyr att han förgiftat sin furste Joakim II. Därefter dömdes Lippold till döden för högförräderi, och avrättades 28 januari 1573 genom stegling på hjul och fyrdelning.
Lippolds avrättning blev inledningen på en ännu svårare tid för Brandenburgs judar, som redan betalade högre skatt än andra invånare, och i samband med avrättningen beslutade Johan Georg att fördriva alla judar från Brandenburg, senast till den 1 februari några dagar senare. På den tiden skulle judarna omsätta sina egendomar i likvida medel och transportera bort dem. De flesta flydde till Prag, många även till Polen där kungen utfärdade skyddsbrev. I Brandenburg kom Johan Georgs förbud för judar att slå sig ned att gälla fram till kurfurst Fredrik Vilhelms edikt 1671.

### Regering
Den 13 juli 1574 lät Johan Georg grunda Berlins första större utbildningsinstitution, Berlinisches Gymnasium zum Grauen Kloster, i Berlins tidigare gråbrödrakloster. Hans politik inriktades på att begränsa följderna av faderns vidlyftiga hovliv, och han kallades i samtiden även Oeconomicus, "hushållaren".
När de lutherska territorierna i Tysk-romerska riket 1577 genom Konkordieformeln försökte avsluta stridigheterna som uppstått efter Martin Luthers död, undertecknade Johan Georg dokumentet, samt lät 22 juli samma år alla kyrkoherdar och skolmästare i Brandenburg samlas i Berlin för att förplikta sig att följa den nya bekännelsen. Han undertecknade även 1580 års konkordiebok.
Johan Georg tenderade att föra en försiktig, måttfull och långsiktig politik, och valde även att i likhet med Sachsen och större delen av det protestantiska Nordeuropa att inte införa den gregorianska kalenderreformen.
Han avled 1598 och efterträddes då som kurfurste av sin äldste son, Joakim Fredrik av Brandenburg.

## Familj
Johan Georg var gift tre gånger, första gången 1545 med Sofia av Liegnitz (1525–1546), andra gången 1548 med Sabina av Brandenburg-Ansbach (1529–1575) och tredje gången 1577 med Elisabeth av Anhalt-Zerbst (1563–1607). Han hade sammanlagt 23 barn med sina gemåler:
I äktenskapet med Sofia av Liegnitz:
- Joakim Fredrik av Brandenburg (1546–1608), kurfurste av Brandenburg. Gift med:
  - Katarina av Brandenburg-Küstrin (1549–1602)
  - Eleonora av Preussen (1583–1607)

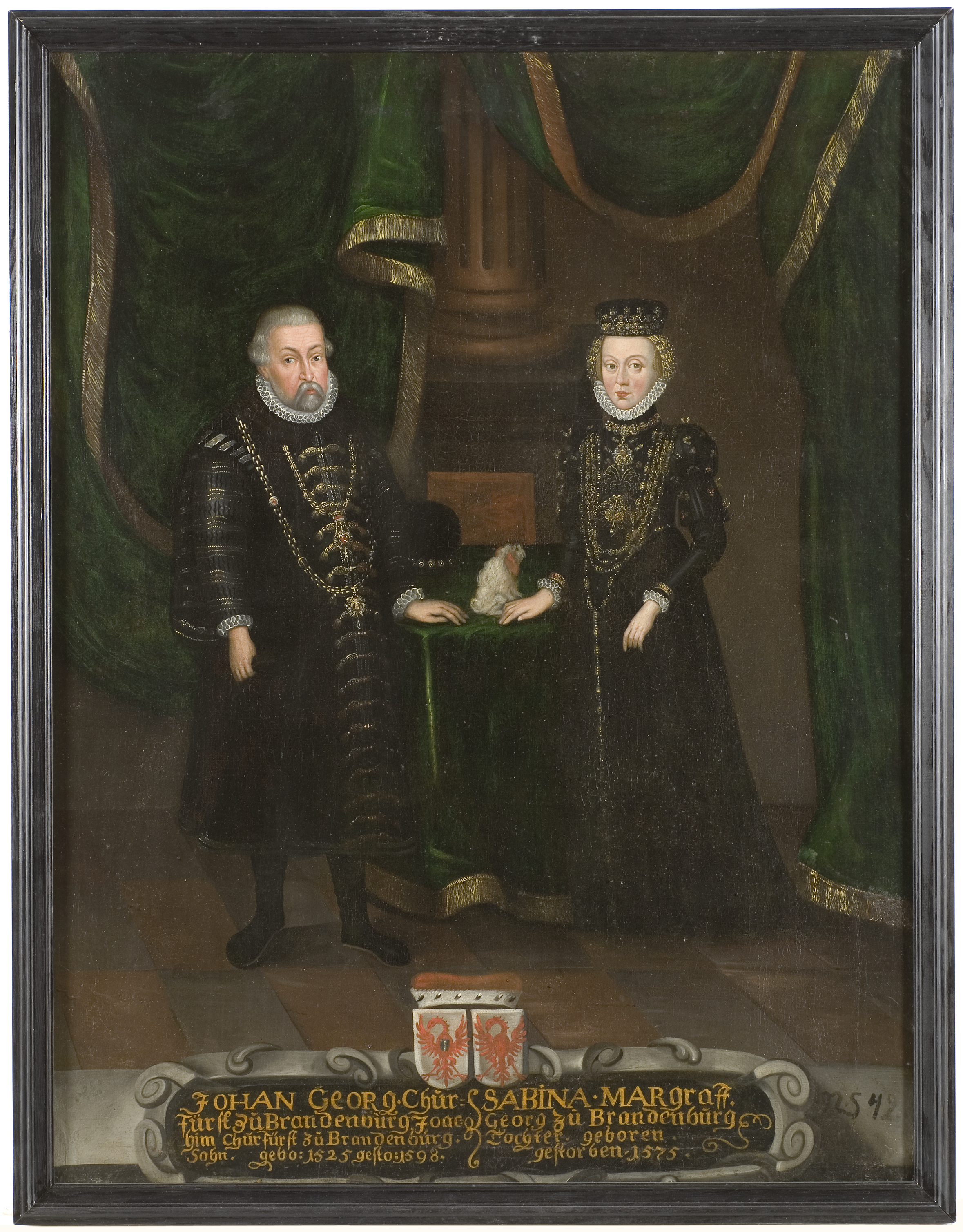
Johan Georg med andra hustrun Sabina av Brandenburg-Ansbach. Oljemålning av okänd konstnär. Ur Nationalmuseums samling på Gripsholms slott.

I äktenskapet med Sabina av Brandenburg-Ansbach:
- Georg Albrecht (1555–1557)
- Erdmuthe av Brandenburg (1561–1623), gift med:
  - Hertig Johan Fredrik av Pommern (1542–1600)
- Anna Maria av Brandenburg (1567–1618), gift med:
  - Hertig Barnim X av Pommern (1549–1603)
- Sofia av Brandenburg (1568–1622), gift med:
  - Kurfurst Kristian I av Sachsen (1560–1591)

I detta äktenskap dog sju ytterligare barn i späd ålder.
I äktenskapet med Elisabet av Anhalt-Zerbst föddes:
- Kristian (1581–1655), markgreve av Brandenburg-Bayreuth. Gift med:
  - Marie av Preussen (1581–1655)
- Magdalena av Brandenburg (1582–1616), gift med:
  - Lantgreve Ludvig V av Hessen-Darmstadt (1577–1626)
- Joakim Ernst (1583–1625), markgreve av Brandenburg-Ansbach. Gift med:
  - Sophie av Solms-Laubach (1594–1651)
- Agnes av Brandenburg (1584–1629), gift med
  - Hertig Filip Julius av Pommern-Wolgast (1584–1625)
  - Hertig Franz Karl av Sachsen-Lauenburg (1594–1660)
- Friedrich (1588–1611), herremästare av Johanniterorden i Balliet Brandenburg
- Elisabet Sofia av Brandenburg (1589–1629), gift med:
  - Furst Janusz Radziwiłł (1579–1620)
  - Hertig Julius Henrik av Sachsen-Lauenburg (1586–1665)
- Dorothea Sibylla av Brandenburg (1590–1625), gift med:
  - Hertig Johan Kristian av Brieg (1591–1639)
- Georg Albrecht (1591–1615), herremästare av Johanniterorden i Balliet Brandenburg
- Sigismund (1592–1640)
- Johan (1597–1627)
- Johan Georg (1598–1637)